# Buszk
Buszk (ukránul Буськ) ukrajnai város 2020. október 25. óta a Lvivi terület Zolocsivi járásában, előtte a megszüntetett Buszki járás központja volt. 2017-ben 8554 lakosa volt.

## Nevének eredete
A város a Nyugati-Bug folyóról kapta a nevét. Ószláv nyelven a Bug-menti város "Buzsszk' gorod" (бужьсъкъ городъ). 

## Elhelyezkedése
Buszk a Lvivi terület északkeleti részén (Lvivtől 51 km-re), a Nyugati-Bug folyó mentén terül el. Egyéb jelentős folyóvizek a Nyugati-Bugba ömlő Poltva, Szolotvina, Rokitna, Rudva és Moldova.   

## Története

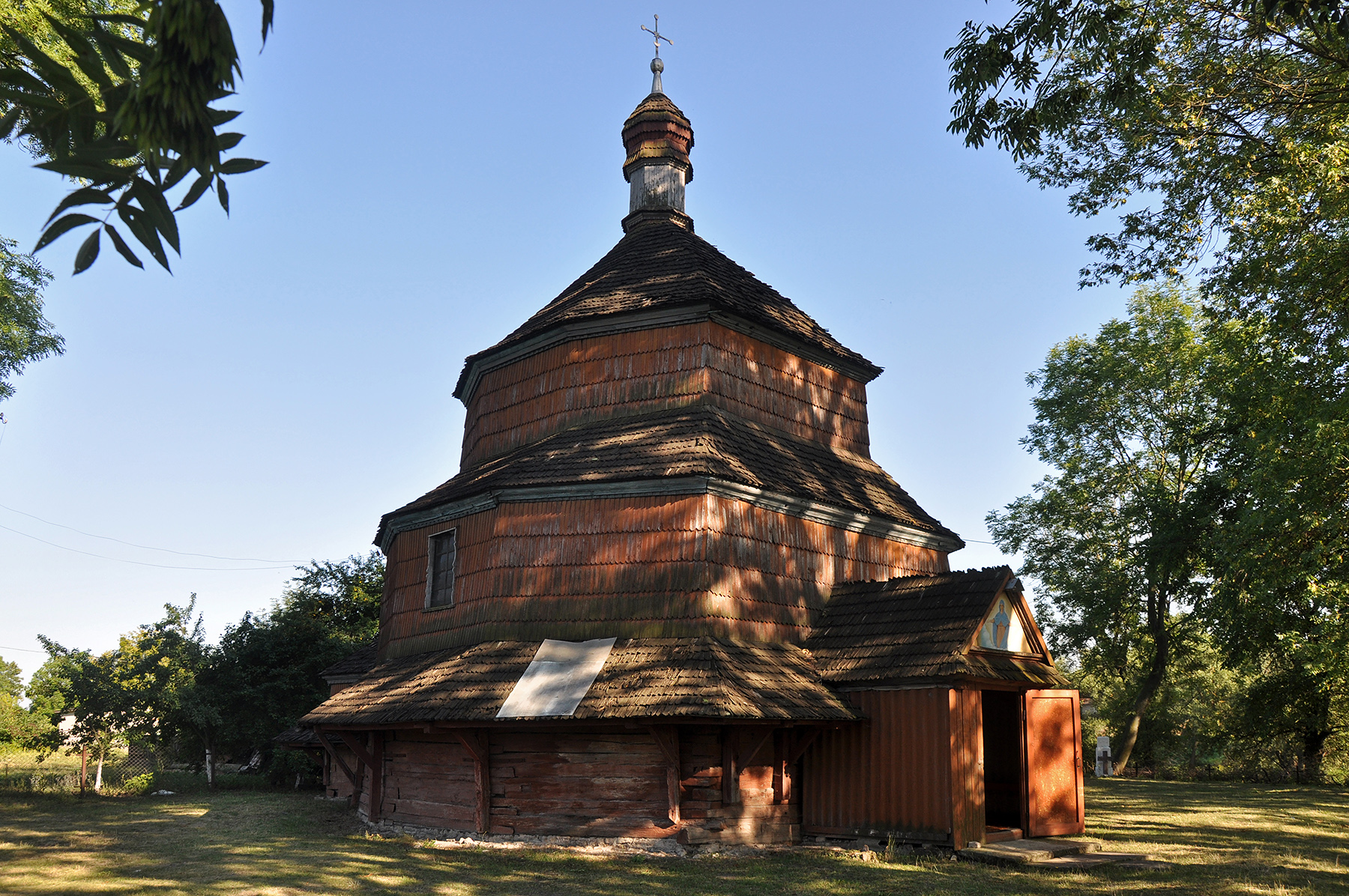
A Szt. Paraszkeva-templom

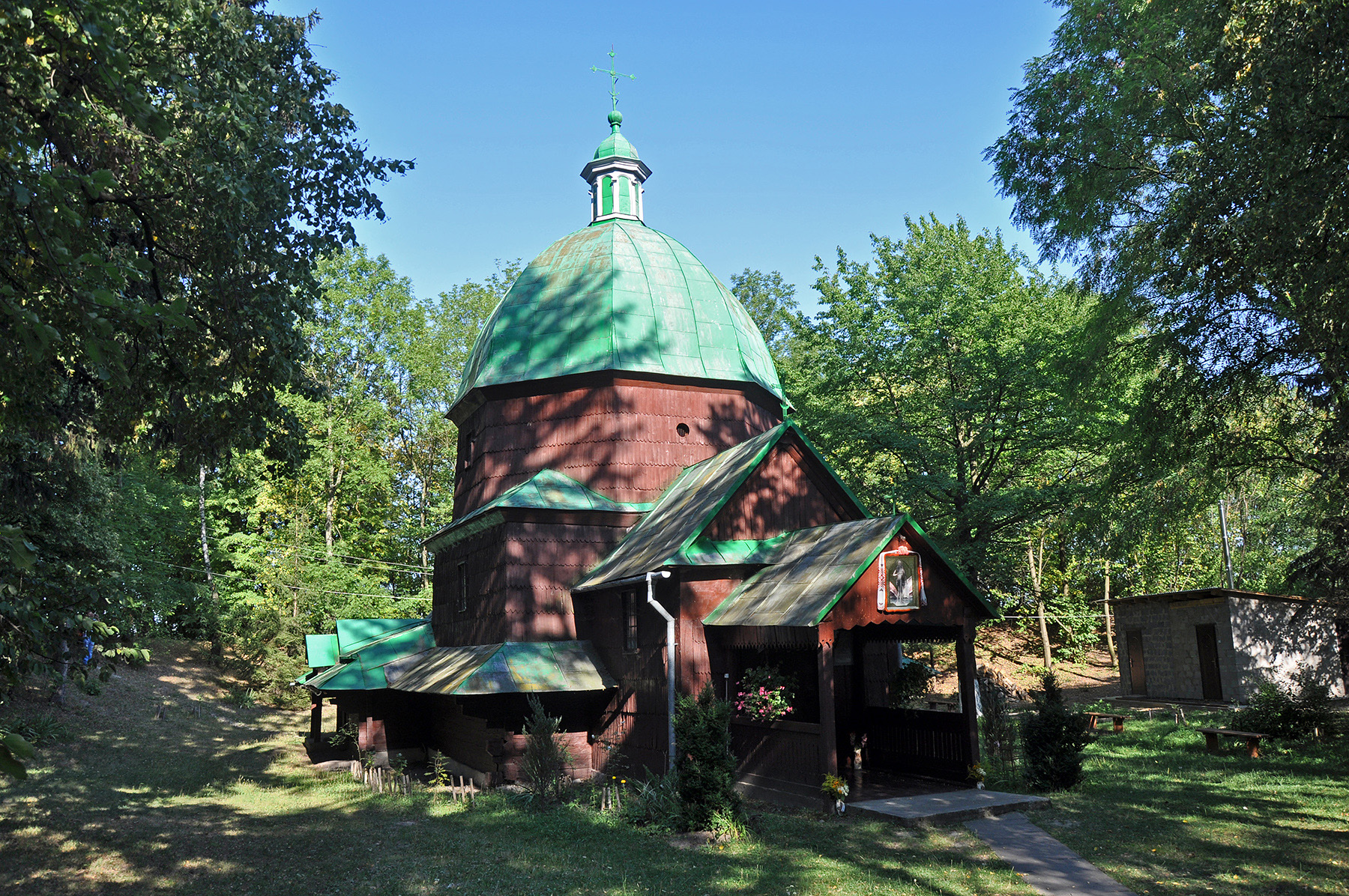
A Szt. Onufrij-templom

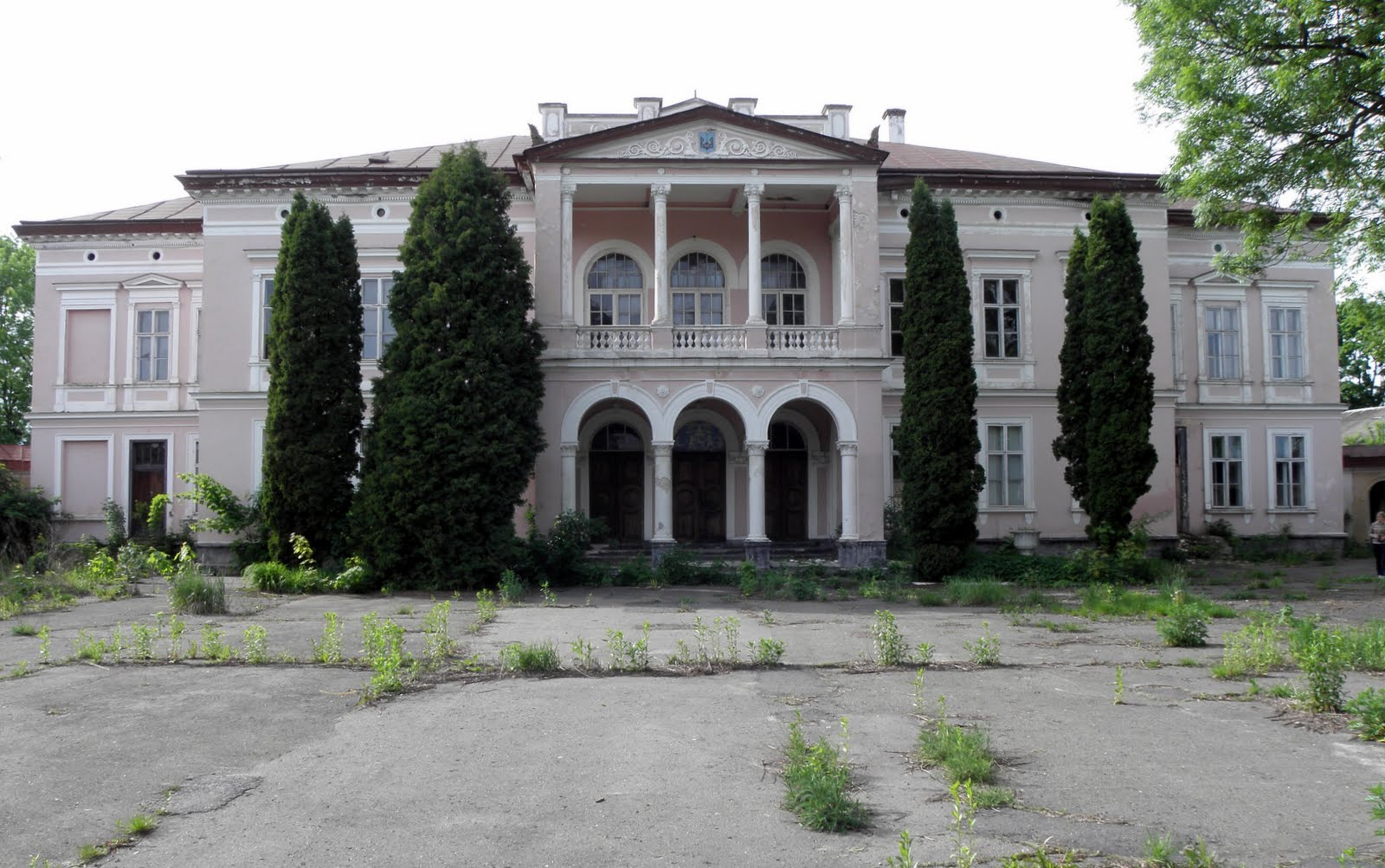
A Badeni-kastély

Egy 19. századi könyvben megjelent legenda szerint David Igorevics volhíniai fejedelem a határvidéket ellenőrizte, amikor elfáradt és le akart pihenni, de a környező mocsarak miatt nem talált megfelelő helyet. Egyik szolgája, Buzko azt tanácsolta, hogy figyeljék meg hová száll le a fölöttük köröző gólya. Így is tettek és a folyóparton találtak egy kis kápolnát és egy kertet, ahol két szerzetes dolgozott. A fejedelemnek megtetszett a hely és erődöt alapított, amelyet szolgájáról nevezett el. A történészek szerint azonban a legenda 19. századi kitaláció, a hivatkozott forrása sem létezik.    
Buszk a 8. században már a buzsán szláv törzs központi települése volt. A buzsánokat a kora középkori források kétszer említik; egyszer a Bajor geográfus a 9. század első felében, majd a Nyesztor, aki a 14 legerősebb szláv törzs köré sorolta őket. A 9-10. században a Kijevi Rusz meghódította őket.  
A város első biztos említése az Elmúlt idők krónikájában történik, 1097-1098 körül; ekkor már jól erődített település lehetett. A régészek a korai település védőfalainak építését a 10. század második felére teszik. 1100-ban különálló fejedelemséggé vált, amikor a Vlagyimir Volinszkijből elűzött David Igorevics megkapta kárpótlásként. Önállóságát 1180-ban vesztette el, amikor Jaroszlav volhíniai fejedelem egyesítette a belzi fejedelemséggel. 1241-ben a tatárok teljesen elpusztították. Az Arany Horda meggyengülése után a lengyelek foglalták el Galíciát és Volhíniát. Az akkor jelentős gazdasági és kereskedelmi központnak számító Buszk 1411-ben a galíciai települések között az elsők között kapott magdeburgi városjogot IV. Siemowit mazóviai hercegtől. 1462-ben a belzi vajdaság megszervezésekor a buszki sztarosztaság központjává tették (bár a sztaroszta-kormányzó ténylegesen Lopatinban lakott. I.(Öreg) Zsigmond lengyel király 1510-ben megtiltotta hogy nem-katolikusok bejuthassanak a város tanácsába. 1518-ban a krími tatárok sikertelenül ostromolták Buszkot, de a környékét kifosztották. A település jelentőségét mutatja, hogy 1540 körül itt alapították a mai Ukrajna területének első papírmalmát. 
A 18. században Galíciával együtt Ausztriához került. 1776-ban Josef Mir kormányzó az egész sztarosztaságot megvásárolta a kincstártól és Buszk elvesztette szabad városi státuszát, polgárai pedig jobbágysorba süllyedtek. A polgárság panaszára II. József császár 1780-ban ellátogatott a városba és felszabadította őket a jobbágysorból. Buszk helyzete rendeződött és a gazdaság valamelyest magához tért, a korábbi századok prosperitását azonban már nem érte el. A 19. században és a 20. század elején Osztrák-Galícia złoczówi körzetéhez, majd az első világháború után Lengyelország Tarnopoli vajdaságának Kamionka-skolei járásához tartozott. 
1939-ben a Szovjetunió elcsatolta Lengyelország keleti felét és még ebben az évben megalakult a Lvovi terület; ezen belül Buszk a Kamjankai járás részévé vált. A második világháborúban a németek 1941. július 1-én szállták meg a várost; a Vörös Hadsereg 1944. július 18-án foglalta vissza. 1963-ban a közigazgatási reformot követően hozták létre a Buszki járást, amelynek a központjává tették. Buszk kimaradt a területi járási központok erőltetett iparosítási hullámából, így alapvetően agrártelepülés maradt, élelmiszeripari üzemekkel. Konzervgyárát 2012-ben Ukrajna legjobb élelmiszerüzemei közé választották. A szovjet időkben itt palackozták az Oleszka ásványvizet, a Lvovi terület egyik legnépszerűbb termékét. Újabban a gépipar is megjelent a járásközpontban, egy német–ukrán vegyesvállalat hulladékfeldolgozó gépeket gyárt.
A 2020-as ukrajnai közigazgatási reform során a Buszki járást október 25-től megszüntették, a járás települései a Zolocsivi járáshoz kerültek. Ezen belül Buszk központtal létrejött a Buszki városi kistérség (hromada). 

## Látnivalók

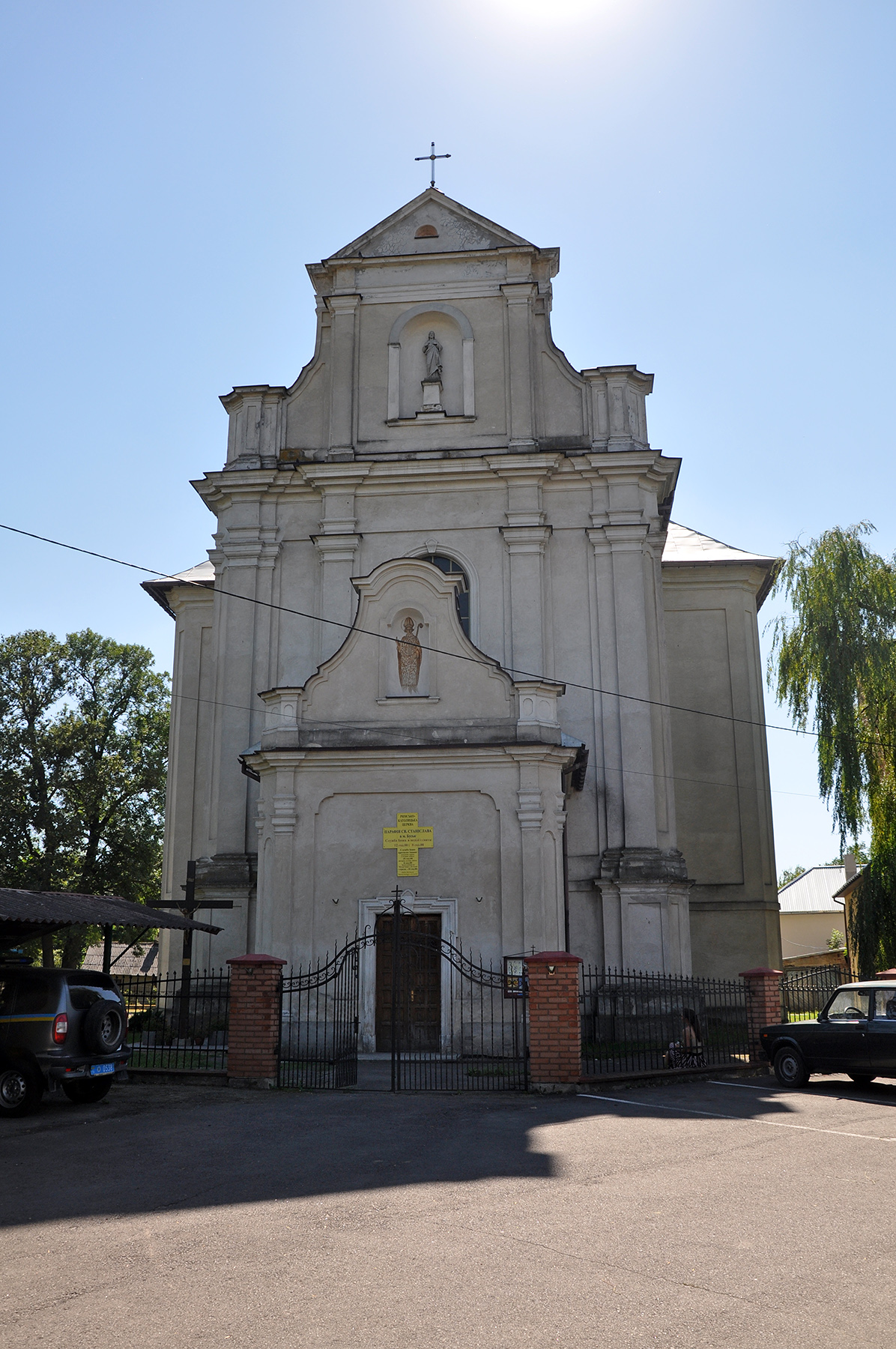
A katolikus templom

- az 1708-ban épült Szt. Paraszkeva-fatemplom
- az 1680-ban épült Szt. Onufrij-fatemplom
- az 1780-ban épült katolikus Szt. Szaniszló-templom
- a Badeni-kastély 2016-ban részben leégett

## Híres buszkiak
- Jevhen Petrusevics (1863–1940), a Nyugat-Ukrán Népköztársaság elnöke
- Moritz Szeps (1835–1902), osztrák újságíró

## Fordítás
- Ez a szócikk részben vagy egészben  a(z)   Буськ című ukrán Wikipédia-szócikk ezen változatának fordításán alapul.  Az eredeti cikk szerkesztőit annak laptörténete sorolja fel. Ez a jelzés csupán a megfogalmazás eredetét és a szerzői jogokat jelzi, nem szolgál a cikkben szereplő információk forrásmegjelöléseként.